# Draconarius wudangensis
Draconarius wudangensis là một loài nhện trong họ Amaurobiidae.
Loài này thuộc chi Draconarius. Draconarius wudangensis được miêu tả năm 1997 bởi Jun Chen & Zhao.